# Astyanax totae
Astyanax totae és una espècie de peix de la família dels caràcids i de l'ordre dels caraciformes.

## Morfologia
- Els mascles poden assolir 8,2 cm de llargària total.[4]

## Alimentació
Menja principalment microcrustacis (cladòcers i copèpodes), larves d'insectes (quironòmids), insectes adults i matèria vegetal.

## Hàbitat
Viu a àrees de clima tropical.

## Distribució geogràfica
Es troba a Sud-amèrica: conca del riu Iguaçú al Brasil.